# Fouga CM-175 Zéphir
Il Fouga CM-175 Zéphir era un addestratore a getto imbarcato prodotto dall'azienda francese Établissements Fouga et Cie negli anni cinquanta.
Derivato direttamente dal Fouga CM-170 Magister ne è una versione imbarcata appositamente attrezzata e destinata all'addestramento dei piloti dell'Aéronautique navale all'appontaggio ed in generale alle condizioni operative tipiche delle portaerei.

## Versioni
CM-170M Esquif
prototipo; 2 esemplari costruiti.
CM-175 Zéphyr
versione di serie; 28 esemplari costruiti.

## Utilizzatori

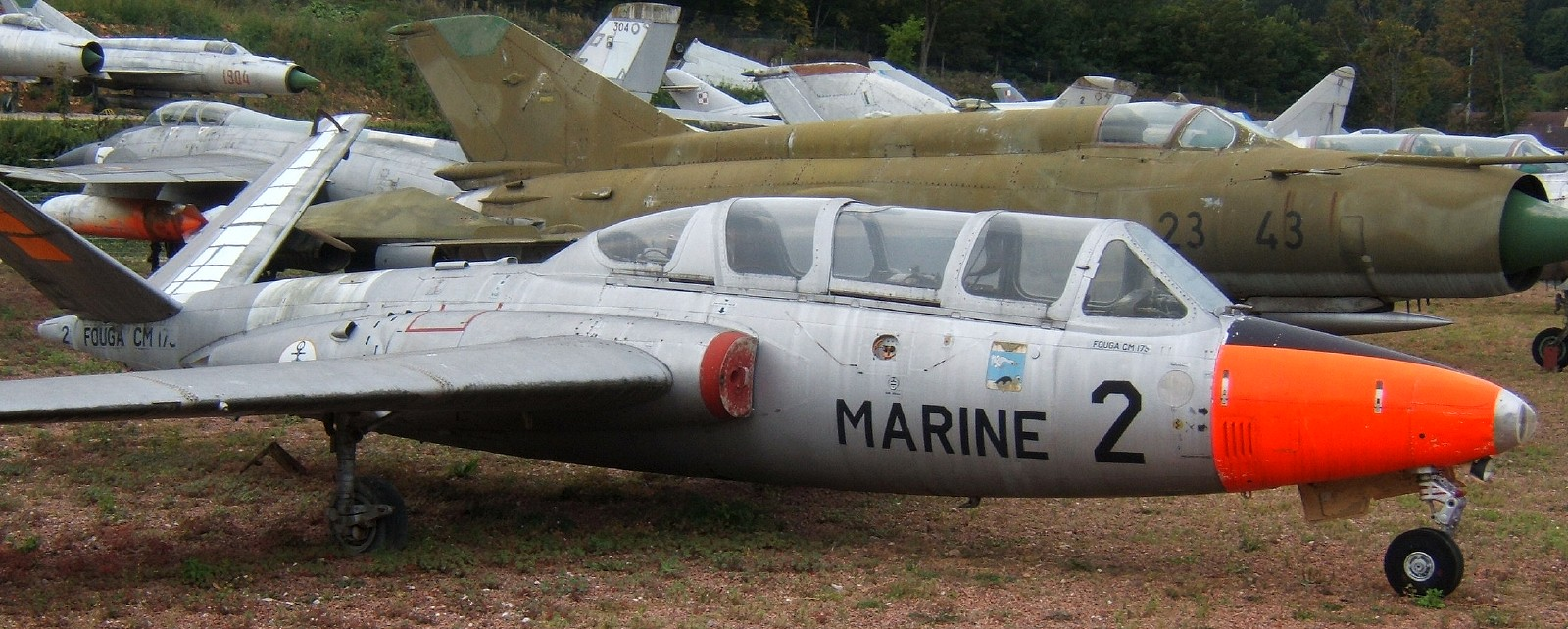
Il Fouga Zéphir esposto al musée du château de Savigny-les-Beaunes.

Francia
- Aéronautique navale
  - Escadrille 57S (1959-1962)
  - Escadrille 59S (1960-1994)
  - Escadrille 2S (1962-1969)